# Gerhard Winkler (Biathlet)
Gerhard „Gerd“ Winkler (* 17. Januar 1951 in Langewiese) ist ein früherer deutscher Biathlet. Winkler war einer der erfolgreichsten bundesdeutschen Biathleten der zweiten Hälfte der 1970er Jahre.
Der Langewieser Winkler nahm an zwei Olympischen Winterspielen teil. 1976 wurde er in Innsbruck nur im Staffelrennen eingesetzt und verpasste gemeinsam mit seinen Mitstreitern Heinrich Mehringer, Josef Keck und Claus Gehrke eine Medaille nur um 3,15 Sekunden hinter der Staffel der DDR. Besser lief es 1980 in Lake Placid. Bei den Spielen in den USA kam Winkler in allen drei möglichen Rennen zum Einsatz. Im Sprint erreichte er Rang zehn, im Einzel wurde er 30. Zum größten Erfolg in der Karriere wurde der Gewinn der Bronzemedaille, die er gemeinsam mit Franz Bernreiter, Hans Estner und Peter Angerer als Schlussläufer der bundesdeutschen Staffel hinter der Vertretung aus der Sowjetunion und der DDR-Staffel erringen konnte. Schon zwischen beiden Spielen gewann der gebürtige Wittgensteiner bei den Biathlon-Weltmeisterschaften 1978 in Hochfilzen gemeinsam mit Andreas Schweiger, Mehringer und Estner die Bronzemedaille hinter den Staffeln der DDR und Norwegens. National war der Gewinn des Deutschen Meistertitels 1977 im Sprint der größte Erfolg für Winkler.